# Ruta 1 (Urugvaj)
Ruta 1 je državna cesta u Urugvaju. Prema zakonskoj odredbi iz 1975. posvećena je urugvajskom junaku generalu Manuelu Oribeu.
Povezuje Montevideo i Coloniju del Sacramento prolazeći po urugvajskoj obali na Atlantiku u ukupnoj dužini od 177 kilometara.
Nulti kilometar državne ceste nalazi se na Trgu Cagancha u samom središtu Montevidea. Isto mjesto kao nulti kilometar koriste i Rute broj 3, 5, 6, 7, 8, 9 i IB (bez broja).

## Poveznice
- Državne ceste u Urugvaju